# Bryan Gil
Bryan Gil Salvatierra (L'Hospitalet de Llobregat, 11 febbraio 2001) è un calciatore spagnolo, attaccante del Tottenham, e della nazionale spagnola.

## Caratteristiche tecniche
Ala mancina dal fisico longilineo, che può agire su entrambe le fasce, fa del dribbling in velocità il suo punto di forza grazie ad una notevole accelerazione, dotato di una buona tecnica individuale, si dimostra inoltre un buon assist-man, trova la sua collocazione tattica ideale come esterno offensivo in un 4-3-3 ma può essere impiegato anche come esterno di centrocampo in un 4-4-2. Viene paragonato per caratteristiche tecniche a Lionel Messi

## Carriera

### Club
Cresciuto nel settore giovanile del Siviglia, ha esordito in prima squadra il 6 gennaio 2019, disputando l'incontro della Liga pareggiato 1-1 contro l'Atlético Madrid. Il 25 aprile successivo realizza la sua prima rete con la maglia andalusa, nella vittoria per 5-0 in casa contro il Rayo Vallecano; diventando il primo marcatore nato nel XXI secolo a segnare nella Liga spagnola. Il 28 novembre successivo, segna la sua prima rete anche in Europa League nella partita vinta per 2-0 in casa contro il Qarabağ.
Il 31 gennaio 2020 passa in prestito secco fino a fine stagione al Leganés. Il 5 ottobre 2020 viene ceduto nuovamente in prestito, questa volta all'Eibar. Il 26 luglio 2021 viene ceduto a titolo definitivo al Tottenham, dove tuttavia trova poco spazio, e per questo il 31 gennaio 2022 viene ceduto in prestito al Valencia, dopo 13 presenze nella Liga, fa ritorno agli Spurs.
L'anno seguente viene impiegato raramente da Antonio Conte, ed il 30 gennaio 2023 viene ceduto in prestito al Siviglia, dove ha iniziato la sua carriera da professionista.
A fine prestito fa ritorno agli spurs, con cui disputa tutta la stagione 2023-2024 (trovando poco spazio) per poi venire nuovamente ceduto in prestito il 29 luglio 2024 al Girona.

### Nazionale

#### Giovanili
Dopo aver militato nella nazionale Under-16 spagnola e nazionale Under-17 spagnola, con quest'ultima, nel giugno 2018 ha disputato il Campionato europeo di categoria, uscendo ai quarti di finale contro il Belgio. Nel novembre 2018 ha fatto il suo esordio con la nazionale Under-18 spagnola contro i pari età della Cina. Nel marzo 2019 egli fa il suo debutto con la nazionale Under-19 spagnola in una sfida contro i pari età della Slovenia.

#### Olimpica
Egli partecipa ai Giochi Olimpici di Tokyo 2020, svoltisi tra la fine di luglio e l'inizio di agosto 2021, dove gioca in maniera parziale 5 gare (non viene utilizzato solo nella partita di semifinale con il Giappone) per un totale di 188 minuti.
Nella finale del 7 agosto contro il Brasile, Gil entra all'inizio del secondo tempo in sostituzione di Marco Asensio.

#### Maggiore
Il 15 marzo 2021 riceva la sua prima convocazione in nazionale maggiore; al contempo diventa il primo calciatore nella storia dell'Eibar a essere convocato dalla Roja. Debutta con la massima selezione spagnola dieci giorni dopo in occasione del pareggio interno per 1-1 contro la Grecia.
Il 18 novembre 2024 realizza il suo primo gol per la massima selezione iberica nel successo per 3-2 in Nations League contro la Svizzera.

## Statistiche

### Presenze e reti nei club
Statistiche aggiornate al 15 dicembre 2024
| Stagione            | Squadra           | Campionato       | Campionato | Campionato | Coppe nazionali | Coppe nazionali | Coppe nazionali | Coppe continentali | Coppe continentali | Coppe continentali | Altre coppe | Altre coppe | Altre coppe | Totale | Totale | Totale |
| Stagione            | Squadra           | Comp             | Pres       | Reti       | Comp            | Pres            | Reti            | Comp               | Pres               | Reti               | Comp        | Pres        | Reti        | Pres   | Reti   |        |
| ------------------- | ----------------- | ---------------- | ---------- | ---------- | --------------- | --------------- | --------------- | ------------------ | ------------------ | ------------------ | ----------- | ----------- | ----------- | ------ | ------ | ------ |
| 2018-2019           | Siviglia Atlético | SDB              | 23         | 4          | -               | -               | -               | -                  | -                  | -                  | -           | -           | -           | 23     | 4      |        |
| gen.-giu. 2019      | Siviglia          | PD               | 11         | 1          | CR              | 2               | 0               | UEL                | 0                  | 0                  | -           | -           | -           | 13     | 1      |        |
| 2019-gen. 2020      | Siviglia          | PD               | 2          | 0          | CR              | 1               | 0               | UEL                | 4                  | 1                  | -           | -           | -           | 7      | 1      |        |
| gen.-giu. 2020      | Leganés           | PD               | 12         | 1          | CR              | 0               | 0               | -                  | -                  | -                  | -           | -           | -           | 12     | 1      |        |
| set. 2020           | Siviglia          | PD               | 1          | 0          | CR              | 0               | 0               | UCL                | 0                  | 0                  | SU          | 0           | 0           | 1      | 0      |        |
| ott. 2020-2021      | Eibar             | PD               | 28         | 4          | CR              | 1               | 0               | -                  | -                  | -                  | -           | -           | -           | 29     | 4      |        |
| 2021-Feb. 2022      | Tottenham         | PL               | 9          | 0          | FACup+CdL       | 1+4             | 0+0             | UECL               | 6                  | 0                  | -           | -           | -           | 20     | 0      |        |
| feb. 2022-giu. 2022 | Valencia          | PD               | 13         | 0          | CR              | 4               | 0               | -                  | -                  | -                  | -           | -           | -           | 17     | 0      |        |
| 2022-2023           | Tottenham         | PL               | 4          | 0          | FACup+CdL       | 2+1             | 0+0             | UCL                | 4                  | 0                  | -           | -           | -           | 11     | 0      |        |
| gen.-giu. 2023      | Siviglia          | PD               | 17         | 2          | CR              | 0               | 0               | UEL                | 7                  | 0                  | -           | -           | -           | 24     | 2      |        |
| Totale Siviglia     | Totale Siviglia   | Totale Siviglia  | 31         | 3          |                 | 3               | 0               |                    | 11                 | 1                  |             | -           | -           | 45     | 4      |        |
| 2023-2024           | Tottenham         | PL               | 11         | 0          | FACup+CdL       | 1+0             | 0               |                    | -                  | -                  |             | -           | -           | 12     | 0      |        |
| Totale Tottenham    | Totale Tottenham  | Totale Tottenham | 24         | 0          |                 | 9               | 0               |                    | 10                 | 0                  |             | 0           | 0           | 43     | 0      |        |
| 2024-2025           | Girona            | PD               | 16         | 2          | CR              | 1               | 1               | UCL                | 5                  | 0                  | -           | -           | -           | 22     | 3      |        |
| Totale carriera     | Totale carriera   | Totale carriera  | 147        | 13         |                 | 18              | 1               |                    | 26                 | 1                  |             | 0           | 0           | 191    | 15     |        |

### Cronologia presenze e reti in nazionale
| Cronologia completa delle presenze e delle reti in nazionale ― Spagna | Cronologia completa delle presenze e delle reti in nazionale ― Spagna | Cronologia completa delle presenze e delle reti in nazionale ― Spagna | Cronologia completa delle presenze e delle reti in nazionale ― Spagna | Cronologia completa delle presenze e delle reti in nazionale ― Spagna | Cronologia completa delle presenze e delle reti in nazionale ― Spagna | Cronologia completa delle presenze e delle reti in nazionale ― Spagna | Cronologia completa delle presenze e delle reti in nazionale ― Spagna |
| Data                                                                  | Città                                                                 | In casa                                                               | Risultato                                                             | Ospiti                                                                | Competizione                                                          | Reti                                                                  | Note                                                                  |
| --------------------------------------------------------------------- | --------------------------------------------------------------------- | --------------------------------------------------------------------- | --------------------------------------------------------------------- | --------------------------------------------------------------------- | --------------------------------------------------------------------- | --------------------------------------------------------------------- | --------------------------------------------------------------------- |
| 25-3-2021                                                             | Granada                                                               | Spagna                                                                | 1 – 1                                                                 | Grecia                                                                | Qual. Mondiali 2022                                                   | -                                                                     | 65’                                                                   |
| 28-3-2021                                                             | Tbilisi                                                               | Georgia                                                               | 1 – 2                                                                 | Spagna                                                                | Qual. Mondiali 2022                                                   | -                                                                     | 46’                                                                   |
| 8-6-2021                                                              | Leganés                                                               | Spagna                                                                | 4 – 0                                                                 | Lituania                                                              | Amichevole                                                            | -                                                                     |                                                                       |
| 6-10-2021                                                             | Milano                                                                | Italia                                                                | 1 – 2                                                                 | Spagna                                                                | UEFA Nations League 2020-2021 - Semifinale                            | -                                                                     | 75’                                                                   |
| 18-11-2024                                                            | Santa Cruz de Tenerife                                                | Spagna                                                                | 3 – 2                                                                 | Svizzera                                                              | UEFA Nations League 2024-2025 - 1º turno                              | 1                                                                     | 60’                                                                   |
| Totale                                                                |                                                                       | Presenze                                                              | 5                                                                     |                                                                       | Reti                                                                  | 1                                                                     |                                                                       |

## Palmarès

### Club
- UEFA Europa League: 1

Siviglia: 2022-2023

### Nazionale
- Campionato d'Europa Under-19: 1

Armenia 2019
- Argento olimpico: 1

Tokyo 2020